# Moderne (album)
Moderne är ett album från 1980 av det franska synth/elektroniska bandet med samma namn, Moderne.

## Låtlista
| A1 | Indicatif          | 3:40 |
| A2 | Séduction          | 2:40 |
| A3 | Histoire Ordinaire | 3:56 |
| A4 | Electronique       | 4:50 |
| B1 | Vers L'Est         | 4:55 |
| B2 | Rock'n Roll Stars  | 4:25 |
| B3 | Sans Signalement   | 6:35 |